# RS Components
RS Components (RS) es la marca comercial de Electrocomponents plc, distribuidor global multicanal de productos de electrónica, electricidad y mantenimiento industrial. RS ofrece seiscientos mil productos a más de un millón de clientes de todo el mundo, entregando cada día cincuenta mil pedidos. La gama disponible incluye más de dos mil quinientos fabricantes con todo tipo de componentes electrónicos, equipos de prueba y medida, productos de automatización de procesos, herramientas y consumibles para ingenieros.

## Historia
| Hitos | Hitos                                                    |
| ----- | -------------------------------------------------------- |
| 1937  | Fundado como Radiospares.                                |
| 1954  | Foco en el sector industrial.                            |
| 1971  | Cambio de nombre: "RS Components".                       |
| 1992  | Joint Venture de Amidata y RS Components en España       |
| 1995  | Introducción de catálogo en CD-ROM.                      |
| 1995  | RS Components compra Amidata en España.                  |
| 1996  | Primero catálogo completo en español.                    |
| 1998  | Lanzamiento de Web eCommerce.                            |
| 2002  | Lanzamiento de la solución Purchasing Manager en España. |

J H. Waring y P.M. Sebestyen fundaron el negocio en 1937 en Londres, bajo el nombre de Radiospares, suministrando repuestos a los talleres de reparación de radio: componentes electrónicos de reemplazo y componentes mecánicos para receptores y transmisores de radio. Cuando los televisores se hicieron populares, Radiospares agregó repuestos para reparación de televisiones a su lista de productos. Al final de la Segunda Guerra Mundial, la compañía se había convertido en una gran compañía de distribución nacional. En 1954, los fundadores de Radiospares ampliaron el enfoque de la compañía desde tiendas y usuarios domésticos hasta el sector industrial y empezaron a vender componentes electrónicos a fabricantes. La compañía cambió su nombre a RS Components en 1971. RS tiene ahora compañías operativas en países de todo el mundo, incluyendo España, Francia, Italia y Alemania, y en lugares tan lejanos como Nueva Zelanda y China.

## Operaciones

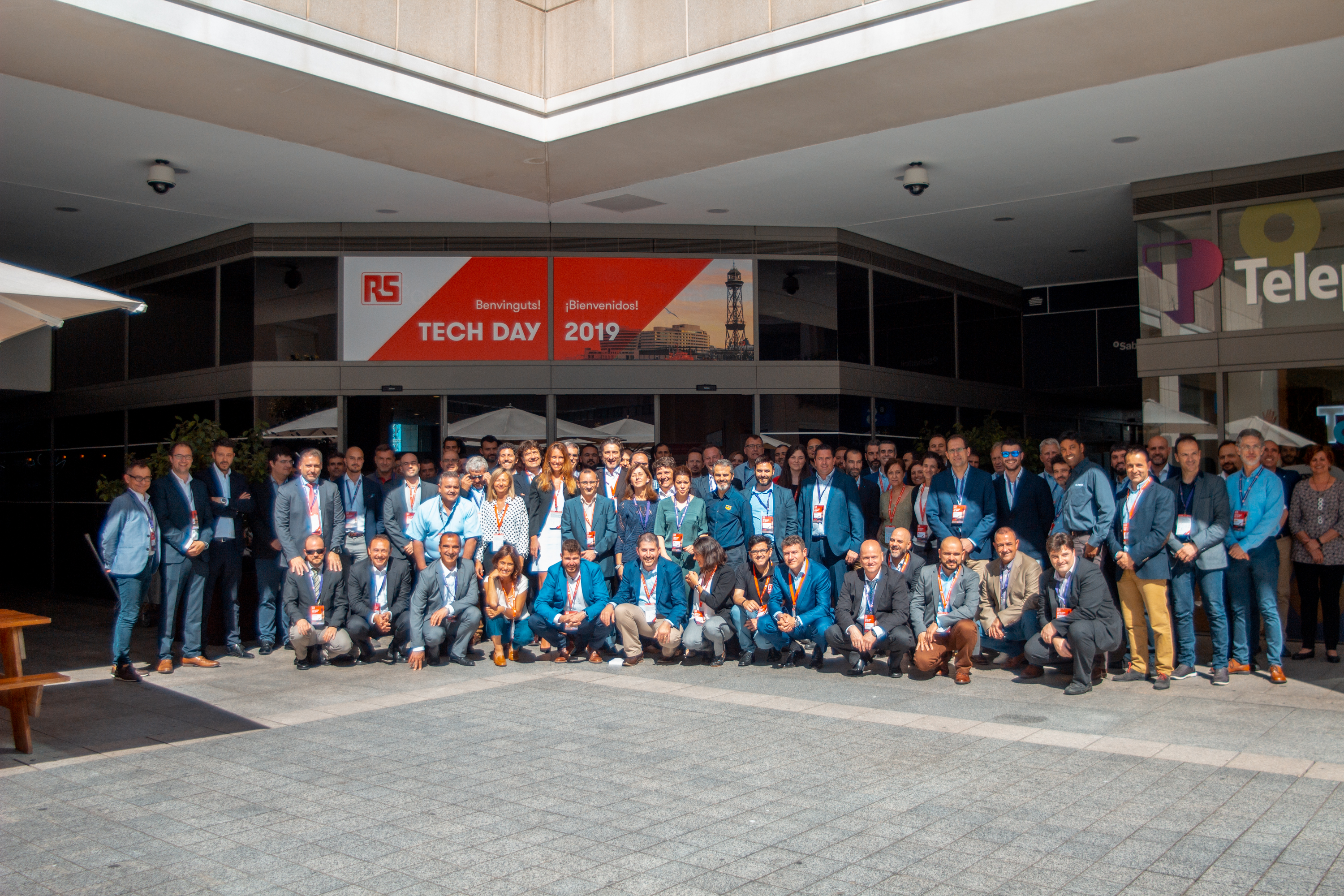
Nuestro equipo después del Tech Day RS en Barcelona.

RS Components es parte del grupo Electrocomponents, e históricamente ha comercializado en Europa y Asia. En abril de 2019 RS Components se lanzó a América del Norte con un enfoque en componentes electrónicos. Electrocomponents también tiene un negocio centrado en el sector industrial en las Américas: Allied Electronics. El grupo distribuye más de seiscientos mil productos, incluidos componentes electrónicos, de automatización y control, herramientas de ingeniería y consumibles, a más de un millón de clientes.
Electrocomponents tiene operaciones en treinta y dos países. La compañía utiliza una variedad de canales, incluida la venta a través de comercio electrónico, catálogos y mostradores comerciales. El grupo tiene centros de distribución en todo el mundo.
En 2003 RS Components fue galardonado con la 'Estrategia de E-Business del año' en los UK National Business Awards. En 2011 la compañía fue nombrada 'Distribuidora del año' y 'Compañía del año' en los premios Elektra European Electronics Industry 2011.
En 2012 RS y Allied se convirtieron en dos de los principales fabricantes y distribuidores de Raspberry Pi. La compañía ofrece software de diseño de PCB de uso gratuito, DesignSpark PCB.